# تيم دنكان
تيم دنكان (بالإنجليزية: Tim Duncan) مواليد 25 أبريل 1976، هو لاعب كرة سلة أمريكي سابق لعب مع فريق سان أنطونيو سبرز في الرابطة الوطنية لكرة السلة ويحمل الرقم 21. يبلغ طوله 6 قدم 11 بوصة (2.1 م).

## فرق لعب لها
- سان أنطونيو سبرز

## الميداليات
| الميدالية | المسابقة                             |
| --------- | ------------------------------------ |
| برونزية   | كرة السلة في أولمبياد 2004           |
| ذهبية     | بطولة أمم الأمريكتين لكرة السلة 2003 |

## روابط خارجية
- تيم دنكان على موقع IMDb (الإنجليزية)
- تيم دنكان على موقع الموسوعة البريطانية (الإنجليزية)
- تيم دنكان على موقع إن إن دي بي (الإنجليزية)
- تيم دنكان على موقع الاتحاد الدولي لكرة السلة (الإنجليزية)
- تيم دنكان على موقع إن بي أي (الإنجليزية)
- تيم دنكان على موقع سبورتس رفرنس (الإنجليزية)
- تيم دنكان على موقع كرة السلة الأوروبية.كوم (الإنجليزية)
- تيم دنكان على موقع إي إس بي إن.كوم (الإنجليزية)
- تيم دنكان على موقع كلية كرة السلة في سبورتس رفرنس.كوم (الإنجليزية)
- تيم دنكان على موقع ريلجم (الإنجليزية)
- تيم دنكان على موقع بروبوليرز (الإنجليزية)
- تيم دنكان على موقع قاعة المشاهير الجامعة الوطنية لكرة السلة (الإنجليزية)
- تيم دنكان على موقع سبورتس رفرنس (الإنجليزية)